# Geistviertel (Lünen)
Das Geistviertel (auch: Geist oder In der Geist) ist mit rund 5.600 Einwohnern ein Ortsteil bzw. statistischer Bezirk der nordrhein-westfälischen Stadt Lünen. Er gehört zur Gemarkung 1283 Lünen und ist 2,17 km2 groß. Im Geistviertel ist mit rd. 40 Prozent der höchste Anteil der Bewohner mit Migrationshintergrund in Lünen zu verzeichnen.
Der Ortsteil grenzt im Südosten an die Stadtmitte und im Nordosten an Lünen-Nord, im Westen und Südwesten an Lippholthausen. Nach Norden hin bildet die Lippe die natürliche Grenze zum Ortsteil Alstedde.